# Start Spurt
「Start Spurt」（スタート・スパート）は、RATHER UNIQUEの2枚目のシングルである。2005年4月20日に発売された。

## 概要
- 「CD+DVD」「CDのみ」の形態で発売し、ジャケットも異なる。
- ミュージックビデオに石田純一が出演。
- EXILEの2005年のライブでも披露。

## 収録曲

### DISC1(CD)
1. Start Spurt
2. Truth Proof
3. SO FUNKY NOISE DJ SHIBUCHIN Men太鼓 remix
4. Start Spurt (Instrumental)
5. Truth Proof (Instrumental)
6. SO FUNKY NOISE DJ SHIBUCHIN Men太鼓 remix (Instrumental)

### DISC2(DVD)
- Start Spurt　MUSIC VIDEO
- SO FUNKY NOISE　LIVE VIDEO
- ラザTV!!!!!〜再会〜
- ラザTV!!!!!〜Lesson 1〜
- ラザTV!!!!!〜Lesson 2〜

## 収録アルバム
- HEART of GOLD 〜STREET FUTURE OPERA BEAT POPS〜（＃3の原曲）
- R.U Party（＃1、2）